# Mbuti
Mbuti alternativt Bambuti, är ett av Kongo Kinshasas folkslag som uppgår till lite färre än 50 000 personer. Dessa lever i huvudsak i ett jägare-samlare-samhälle i urskogen kring ekvatorn, och talar bantuspråk. I samhället är männen jägare och kvinnorna samlare. Folket är pygméer.
Personerna lever i småstammar om mellan 15 och 60 personer i varje. Första gången folket omtalas är ungefär 2500 f.Kr. av egyptier. De bor huvudsakligen i Ituriregnskogen, från vilken de tar sin mat. Många mbutir ser skogen som sin mor eller far.